# Marguerite Pichon-Landry
Marguerite Pichon-Landry, född 1877, död 1972, var en fransk rösträttskvinna. Hon var deltagare i Inter-Allied Women's Conference i Paris år 1919.